# Polystichum pseudomakinoi
Polystichum pseudomakinoi är en träjonväxtart som beskrevs av Tag. Polystichum pseudomakinoi ingår i släktet Polystichum och familjen Dryopteridaceae. Inga underarter finns listade.